# Falcão-preto
O falcão-preto (Falco subniger) é um falcão de tamanho médio a grande, endêmico da Austrália. Pode ser encontrado em todos os estados e territórios do continente, mas é considerado o falcão menos estudado do país.

## Descrição
As informações desta seção baseiam-se em descrições recentes de diversos autores (notadamente Debus & Davies 2012, Debus & Olsen 2011, Morcombe 2002 e Birds in Backyards s.d.).
- Tamanho (adulto, do bico à cauda): 45–56 cm (média de 50 cm), com a cauda representando cerca da metade do comprimento. As fêmeas são maiores que os machos, uma forma de dimorfismo sexual.

- Peso médio: 833 g (fêmea), 582 g (macho).

- Envergadura: 95–115 cm.

A coloração é uniformemente marrom-escura a preto-fuliginoso; os filhotes são geralmente mais escuros que os adultos; as penas sob as asas apresentam dois tons (as penas de voo são ligeiramente mais claras); os adultos podem exibir uma faixa escura evidente abaixo do olho. Ocasionalmente, as aves podem ter queixo branco, manchas nas penas cobertoras sob as asas ou barras nas cobertoras sob a cauda. O anel ocular e os pés são cinza-claros (ou azul-cinza claro); os olhos são marrom-escuros e a ponta do bico é preta. As garras são pretas. O filhote possui penugem branca.
O corpo do falcão é aerodinâmico, com cauda relativamente longa e estrutura esguia. As asas são longas e pontiagudas, afilando-se em direção às extremidades.

## Distribuição e habitat

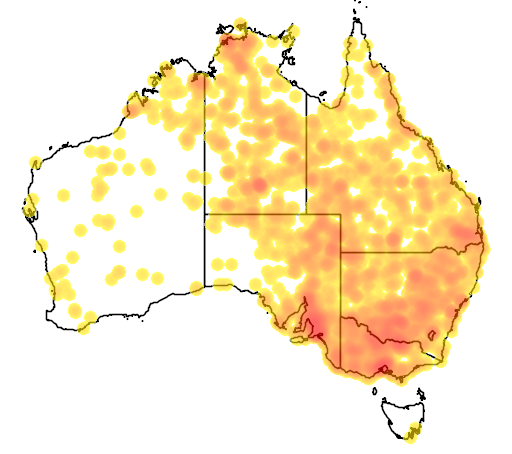
Mapa de distribuição mostrando registros do falcão-preto.

### Voo e estilo de caça

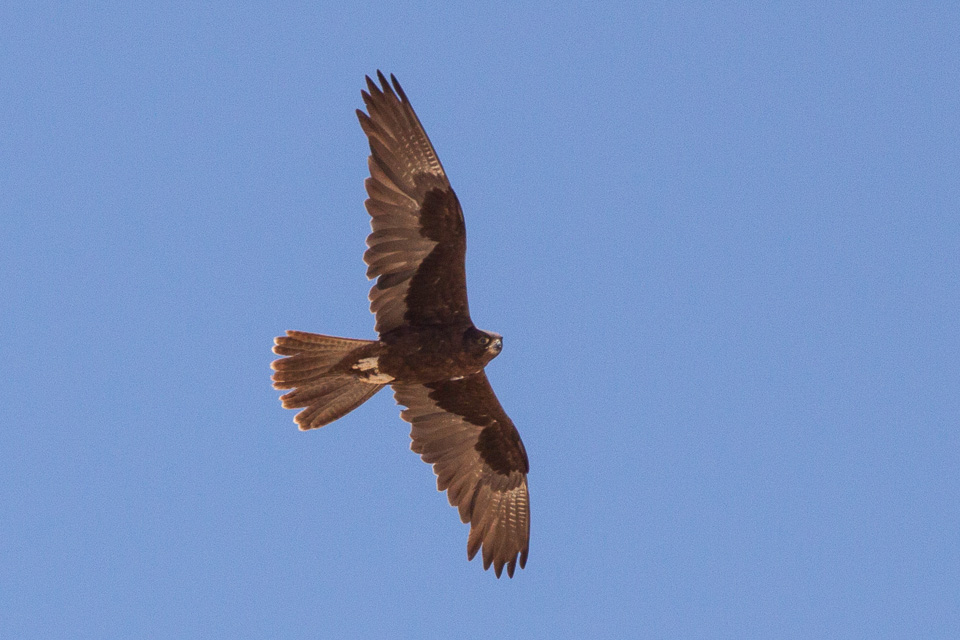
Falcão-preto em voo